# Elise Bake
Elise Bake (* 5. August 1851 in Dresden; † 9. November 1928 ebenda) war eine deutsche Schriftstellerin.

## Leben
Über Bakes Leben ist kaum etwas bekannt. Im Jahr ihrer Geburt in Dresden verzeichnet das Dresdner Adressbuch nur einen Mann mit dem Nachnamen Bake, den Betriebsingenieur a. D. E. Bake. In den 1890er-Jahren, als Sophie Pataky Schriftstellerinnen um Lebensläufe für ihr Werk Lexikon deutscher Frauen der Feder anfragte, lebte Bake in Arley Hall, Northwich, Cheshire. In Dresdner Adressbüchern ist Elise Bake als Schriftstellerin erstmals im Jahr 1907 verzeichnet; damals lebte sie auf der Bergstraße 42. Sie zog zu der Zeit mit Fräulein Emma Bake zusammen, die schon 1902 unter dieser Adresse in den Adressbüchern der Stadt aufgeführt wird. Beide lebten ab 1919 und bis zu Elisa Bakes Tod gemeinsam in der Reichenbachstraße 7. Keines der Wohnhäuser Bakes ist erhalten.
Bake verfasste Kinder- und vor allem Mädchenliteratur. In literaturgeschichtlichen Untersuchungen ist sie vor allem aufgrund ihres Mädchenkolonialromans Schwere Zeiten. Schicksale eines deutschen Mädchens in Südwestafrika präsent, da sie neben Käthe van Beeker, Henny Koch und Valerie Hodann zu den wenigen Autorinnen gehörte, die Kolonialromane speziell für Mädchen schrieben. Aufgrund der spärlichen biografischen Informationen zu Bake ist dabei unklar, ob sie jemals selbst in Afrika war; gelegentlich wird davon ausgegangen, dass sie zu den Autorinnen gehörte, die ihre Information über Afrika „aus zweiter Hand bezogen“.

## Werke
- Der Ball der Tiere. Meinhold, Dresden 1891.(Digitalisat)
- In traulichen Stunden, Erzählungen für die junge Welt, mit 4 Chromos nach Aquarellen von Marie Stüler. Meidinger, Berlin 1894.
- Frohe Abende für Alt und Jung. 1912.[8]
- Ein modernes Aschenbrödel. Harrap, London 1912.
- Schwere Zeiten. Schicksale eines deutschen Mädchens in Südwestafrika. Gmelin, München 1913. (Digitalisat)
- Helenens Wanderjahre. Erzählung für junge Mädchen. Sibyllen-Verlag, Berlin 1924.

Übersetzungen
- 1909: Orison Swett Marden – Wille und Erfolg
- 1911: Orison Swett Marden – Charakter – eine Macht
- 1920: Eustace H. Miles – Verhüten und Heilen. Guter Rat für Gesunde und Kranke